# Laldenga
Laldenga (ur. 11 lipca 1927 w Pukpui, zm. 7 lipca 1990 w Londynie) – indyjski polityk, premier stanowy Mizoramu (1987–1988), lider opozycji w parlamencie stanowym (1989–1990). Urodził się w południowym Mizoramie, szybko zakończył formalną edukację. W 1944 wstąpił do armii brytyjskich Indii. Pracował jako księgowy w urzędzie w Aizawl. Zaangażowany w działalność społeczną, redagował lokalne pismo „Mizo Aw”. Sekretarz nowo utworzonego Mizo Cultural Society (1955). Głęboko rozczarowany obojętnością indyjskiego rządu federalnego wobec klęski głodu, która dotknęła Mizoram pod koniec lat 50., przemianował to towarzystwo na Mautam Front, później zaś na Mizo National Famine Front. Dzięki swym wysiłkom na rzecz walki z głodem zyskał znaczną popularność w mizoramskim społeczeństwie. Zaczął posługiwać się nacjonalistycznymi hasłami oraz głosić konieczność oddzielenia się Mizoramu od Indii. Utworzył Mizo National Front (1961), w 1963 udał się do Pakistanu Wschodniego, nabywając broń dla jego przyszłego zbrojnego skrzydła. Wzywał do zjednoczenia wszystkich obszarów zamieszkałych przez etnicznych Mizo. W marcu 1966 ogłosił niepodległość Mizoramu. W kolejnych latach wielokrotnie aresztowany, przez dekadę przebywał też na uchodźstwie, przede wszystkim w dzisiejszym Bangladeszu i w Pakistanie. W 1970 złożył wizytę w Chińskiej Republice Ludowej, spotykając się z premierem Zhou Enlaiem. Przewodził wysiłkom zbrojnym mizoramskich separatystów, próbując również wykorzystywać dyplomatyczne kanały w negocjacjach z władzami indyjskimi. Efektem tych starań było początkowo porozumienie pokojowe z 1978, z którego Laldenga niemal natychmiast się wycofał, później zaś porozumienie z 1985. Na mocy tego ostatniego Mizo National Front ogłosił kapitulację i został przekształcony w partię polityczną. Mizoram otrzymał status stanu (1987). Laldenga stanął na czele przejściowego rządu nadzorującego proces tranzycji. Poseł do Zgromadzenia Ustawodawczego Mizoramu, wybierany w 1987 i 1989. Premier stanowy (1987–1988), włączył do swego gabinetu pierwszą w historii Mizoramu kobietę. Ustąpił w wyniku podziałów wśród parlamentarzystów Mizo National Front. Jego dymisję łączy się też z liberalną polityką wobec sprzedaży i spożycia alkoholu w Mizoramie. Od 1989 do śmierci lider opozycji w stanowym parlamencie. W ostatnich latach życia chorował, zmarł w Londynie w wyniku nowotworu płuc. Pobożny chrześcijanin, znany z ogromnych zdolności oratorskich. Opisywany jako największy Mizo w historii, bywa określany mianem ojca narodu Mizo.

## Życiorys

### Młodość
Urodził się w Pukpui w dystrykcie Lunglei w południowym Mizoramie. Był synem Liantliry. Szybko zakończył formalną edukację, pozostając przy tym pod stałym wpływem mizoramskiego duchowieństwa. Krótko służył w armii brytyjskich Indii (wstąpił do niej w 1944), następnie pracował jako księgowy w urzędzie w Aizawl. Zaangażował się w działalność społeczną, był też pierwszym redaktorem lokalnego pisma „Mizo Aw”.

### Mautam
Został sekretarzem nowo utworzonego Mizo Cultural Society (1955). Głęboko rozczarowany obojętnością indyjskiego rządu federalnego wobec klęski głodu (mautam), która dotknęła Mizoram pod koniec lat 50., przemianował tę organizację początkowo na Mautam Front, później zaś na Mizo National Famine Front. Jego wysiłki na rzecz walki z głodem zyskały mu znaczną popularność. Laldenga nie działał jednak w pełni samodzielnie. Wsparcie ze strony ówczesnego assamskiego rządu stanowego kierowanego przez B.P. Chalihę również pozwoliło mu na relatywnie szybkie zbudowanie własnej bazy politycznej. Inni wskazują wszakże, iż wsparcie to było raczej pochodną nieprzygotowania indyjskich jak i assamskich elit na mizoramski głód, zjawisko tak cykliczne jak i ściśle powiązane ze środowiskiem naturalnym regionu. Zauważa się również, że poczucie wyobcowania, opuszczenia i marginalizacji odczuwane przez Mizo w związku z klęską głodu ułatwiły tylko rozprzestrzenianie się separatystycznych sentymentów w społeczeństwie.

### W ruchu separatystycznym
Laldenga wkrótce zaczął posługiwać się w swych działaniach nacjonalistycznymi sloganami, wielokrotnie publicznie stwierdzając, że Mizoram należy wyłącznie do ludu Mizo . Zaczął też upatrywać rozwiązania problemów Mizoramu w walce o niepodległość regionu. O całkowitym odłączeniu się od Indii myślał przynajmniej od lipca 1962. W wywiadzie prasowym z tamtego okresu krytykował też ostro pomysł utworzenia osobnego stanu dla ludności zamieszkującej górzyste regiony ówczesnego Assamu, bez względu na jej język czy pochodzenie etniczne. R. Zamawia, jeden z liderów mizoramskich separatystów, wskazywał, że samostanowienie jako cel pojawiło się już i zostało przyjęte na spotkaniu w mieszkaniu Laldengi w Tuikhuahtlang w Aizawl, 28 października 1961 .
22 października 1961 utworzył Mizo National Front. Organizacja ta początkowo funkcjonowała jako legalna partia polityczna, jej reprezentanci stosunkowo szybko objęli trzy mandaty przysługujące Mizoramowi w ówczesnym assamskim parlamencie stanowym. Jednocześnie rekrutowała jednak ochotników, którzy stali się zalążkiem jej zbrojnego ramienia. Laldenga udał się w podróż do Pakistanu Wschodniego w 1963, nabywając tam broń. Wzywał do zjednoczenia wszystkich obszarów zamieszkałych przez etnicznych Mizo, w tym do zjednoczenia się z Mizo zamieszkującymi Mjanmę i Pakistan. Do pokrewnego pomysłu wielkiego Mizoramu powrócił zresztą już wkrótce po podpisaniu przeszło dwie dekady później porozumienia pokojowego z indyjskim rządem federalnym.
Wspomniane zbrojne ramię frontu, znane jako Mizo National Army (MNA), rozpoczęło ataki na indyjskie siły rządowe, w krótkim czasie zajmując strategiczne pozycje w Aizawl oraz Lunglei. Laldenga ogłosił niepodległość Mizoramu w marcu 1966. W odpowiedzi premier Indira Gandhi zleciła zbombardowanie Aizawl. Był to jedyny w historii przykład użycia indyjskich sił powietrznych w operacji bojowej przeciwko obywatelom indyjskim. 
Laldenga był wielokrotnie aresztowany, przez dekadę przebywał też na uchodźstwie, przede wszystkim w dzisiejszym Bangladeszu i w Pakistanie. W 1970 udał się z wizytą do Chin, gdzie spotkał się z premierem Zhou Enlaiem. Przewodząc zbrojnym wysiłkom mizoramskich separatystów, próbował również wykorzystywać dyplomatyczne kanały w negocjacjach z władzami indyjskimi. Owocem tych starań było początkowo porozumienie pokojowe z 1978, z którego wszakże Laldenga niemal natychmiast się wycofał. Sukcesem okazało się dopiero porozumienie z 1985, zawarte po serii przewlekłych i często przerywanych negocjacji oraz wprowadzone w życie w czerwcu 1986. Na jego mocy Mizo National Front ogłosił kapitulację, następnie zaś został przekształcony w partię polityczną z Laldengą jako szefem. Mizoramowi przyznano natomiast status stanu, formalnie kilka miesięcy później, 20 lutego 1987. Laldendze powierzono kierownictwo przejściowego rządu koalicyjnego nadzorującego proces tranzycji.

### Działalność polityczna
W pierwszych wyborach do stanowego Zgromadzenia Ustawodawczego z 1987 Mizo National Front odniósł zwycięstwo. Laldenga został pierwszym premierem stanu, funkcję tę pełnił relatywnie krótko, bo tylko do 1988. Wśród ministrów jego gabinetu znalazła się Lalhlimpuii, pierwsza kobieta w historii Mizoramu na takim stanowisku. Zauważono, że po zawarciu porozumienia pokojowego, z Mizoramem jako osobnym stanem federalnego państwa indyjskiego, nie uczynił w zasadzie nic, by ochronić interesy Mizo zamieszkujących w sąsiednim Manipurze.
Upadek rządu Laldengi został sprowokowany przez podziały wśród parlamentarzystów MFN, z których część przeszła do Indyjskiego Kongresu Narodowego. Bywał interpretowany jako konsekwencja jego liberalnej polityki w odniesieniu do sprzedaży i spożycia alkoholu. W konserwatywnym, zdominowanym przez protestantyzm społeczeństwie mizoramskim wywołała ona bowiem gwałtowne protesty, koordynowane przez szereg denominacji chrześcijańskich. W 1989 polityk uzyskał reelekcję do stanowego parlamentu, objął funkcję lidera opozycji, którą piastował do śmierci.

### Choroba, śmierć i pochówek
W ostatnich latach życia chorował, cierpiał z powodu choroby nowotworowej, leczony był w Nowym Jorku. Zmarł w Londynie, w wyniku nowotworu płuc. Pochowany został w stołecznym Aizawl. Często opisywany jako największy Mizo w historii, bywa określany mianem ojca narodu Mizo.

### Życie prywatne
Był pobożnym chrześcijaninem. Poślubił Lalbiakdiki (Biakdiki), doczekał się z nią dwóch synów oraz dwóch córek.
Ceniony za ogromne zdolności oratorskie, jego przemówienia doprowadzały wielu do łez. Przypisuje mu się autorstwo dwóch pamfletów o wydźwięku niepodległościowym, Zalenna Thuchah No.1. (1962) oraz Zalenna Thuchah No.2. (1963).